# Бахр ел Зераф
Бахр ел Зераф је рукавац Белог Нила који се у мочвари Суд одваја од главном тока и тече самостално око 240 km на север док се поново не улије у Бели Нил. Протиче кроз вилајет Џонглеј у Јужном Судану. Њено име на арапском значи „море жирафа“.